# Trachinus araneus
El pez araña (Trachinus araneus) es una especie de pez actinopeterigio marino, de la familia de los traquínidos.
Es una especie peligrosa para los humanos, pues las espinas son muy venenosas.

## Morfología
Cuerpo alargado de una longitud máxima descrita de 45 cm, aunque la longitud máxima normal parece ser de 30 cm. Poseen glándulas muy venenosas, una en la primera espina de la aleta dorsal y otras dos situadas en la espina que sobresale de ambos opéculos de las branquias, cuyo veneno puede causar a los humanos lesiones graves e incluso la muerte.

## Biología
En los fondos de poca profundidad se econde en madrigueras que excava en la arena, desde donde acecha enterrado en la arena de la que solamente sobresalen su venenosa espina dorsal. Se alimentan de pequeños peces y crustáceos. Son ovíparos, los huevos y las larvas son pelágicos.

## Distribución y hábitat
Se distribuye por gran parte de la costa este del océano Atlántico, desde Portugal al norte hasta Angola al sur, así como por las costas de toda la cuenca del mar Mediterráneo. Son peces marinos de aguas superficiales subtropicales, de hábitat tipo demersal, que viven en un rango de profundidad entre 1 m hasta los 100 m.
Parece ser común y abundante, particularmente en el Mediterráneo oriental, siendo uno de los peces predominantes de las costas de Turquía. Se captura incidentalmente en las pesquerías de arrastre demersal y a veces se comercializa. Su abundancia y vivir en varias áreas protegidas hace que no sea considerada una especie en peligro.